# Josep Sardà i Cailà

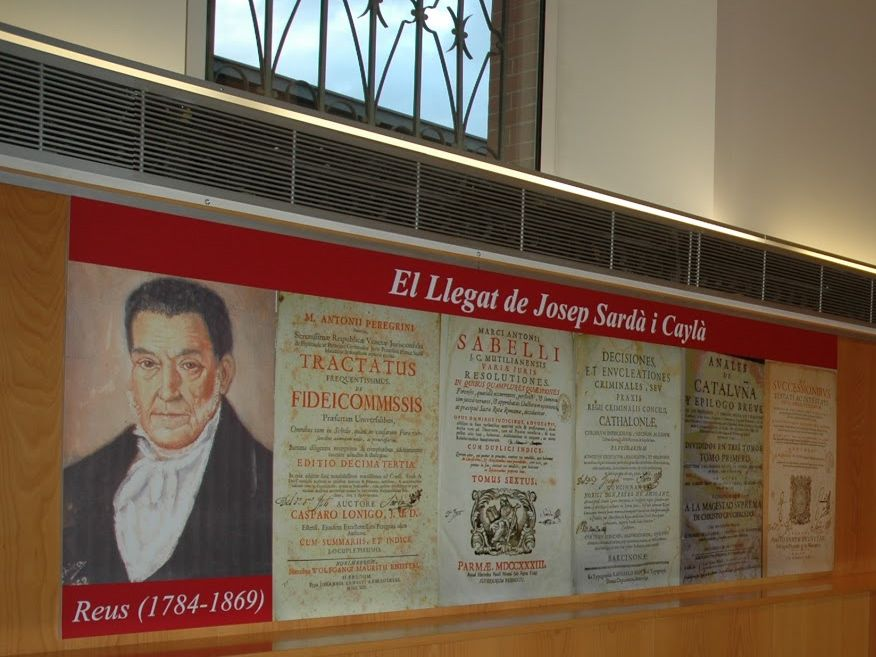
Llegat que Josep Sardà i Cailà donà a la Biblioteca de Reus. Exposició

Josep Sardà i Cailà va ser un empresari i filantrop nascut a Reus el 1784 i mort a la mateixa ciutat el 1869. Era germà de Pere Sardà, que va ser diputat i alcalde de Reus.
De família de menestrals ben situats econòmicament, va estudiar Dret a Barcelona, professió que mai no va exercir, ja que es dedicà a l'administració de les seves propietats. El 1820 va ser sotstinent d'una companyia de la Milícia Nacional a la seva ciutat. La seva vinculació amb aquest cos armat va portar a Josep Sardà, juntament amb altres patricis, a finançar el vestuari de la tropa. El 1836 va ser diputat a Corts pel Partit Liberal Progressista, del qual n'era president al districte. Va representar a Reus al Congrés i a la Diputació Provincial. Va ser regidor a Reus el 1844 i el 1848. Políticament, en els últims anys de la seva vida, Sardà va renunciar a la seva presència pública i es va dedicar a gestionar el seu patrimoni. A part de les seves múltiples activitats empresarials, va destacar per les seves generositats amb la cultura i la ciutat, i especialment en la donació dels terrenys en els quals es va poder construir l'actual cementiri de Reus que va substituir l'antic, situat a l'Ermita del Roser i construït en temps de la Guerra del Francès. També va llegar a la seva ciutat 430 volums de l'extensa biblioteca que posseïa, principalment tractats de dret dels segles XVII i XVIII, però també llibres científics, religiosos, de viatges i de literatura, ara consultables a la Biblioteca Central Xavier Amorós de Reus.
La ciutat de Reus el va nomenar fill il·lustre i li ha dedicat un carrer. Al Cementiri de Reus hi té un monument dedicat, d'estil eclèctic, amb un basament de pedra culminat per una creu, que va ser construït el 1880. Marca el lloc on hi han enterrades les seves despulles i les del seu germà Pere. Porta una inscripció en castellà que diu: "Dedicado a la memoria de José Sardá Caylá fundador del nuevo cementerio de la ciudad de Reus.